# Ensemble Notus, Zephyr, Eurus en Boreas
L'ensemble Notus, Zephyr, Eurus en Boreas appelé aussi Burgerhuizen Notus, Zephyr, Eurus en Boreas (en français : ensemble Notus, Zephyr, Eurus et Boreas) est constitué de deux groupes de deux immeubles réalisés par les architectes August Cols et Alfried Defever en 1901 dans le style Art nouveau à Anvers en Belgique (région flamande).
L'ensemble est classé et repris sur la liste des monuments historiques de Berchem depuis le 4 décembre 2003.

## Situation
Ces maisons se situent aux nos 38, 40, 46 et 48 de Grotehondstraat, une artère résidentielle du quartier de Zurenborg à Berchem au sud-est d'Anvers. Il s'agit d'un ensemble de quatre maisons groupées deux par deux. Un autre immeuble assez imposant sis aux nos 42 et 44 se trouve entre ces deux groupes.

## Description
Chaque groupe de deux maisons est le miroir de l'autre groupe. Chacune de ces quatre maisons individuelles possède trois niveaux et trois travées au rez-de-chaussée. Les façades sont bâties en moellons de grès gris-rose avec bandeaux de pierre jaune dans la partie inférieure et blanche dans la partie supérieure. 
Les baies rectangulaires simples ou en triplet sont surmontées de linteaux en fer. Une autre baie de chaque maison placée, soit au premier étage, soit au second étage, présente un arc en plein cintre. Chaque baie du premier étage est précédée d'un balcon en fer forgé aux motifs géométriques et floraux soutenu par deux consoles en pierre de taille. Les impostes sont quadrillées de petits bois.
Trois pilastres courent sur les étages de chaque façade double.
De style Art nouveau, chaque maison est dénommée par un nom de vent illustré sur un tableau peint se trouvant à l'allège de la baie du second étage ainsi que par un ou trois panneaux représentant chaque point cardinal placé(s) sous la corniche. De droite à gauche, on peut voir et lire : Notus et Zuid (sud) au no 38, Zephyr et West (ouest) au no 40, Eurus et Oost (est) au no 46 et Boreas et Noord (nord) au no 48. Une autre réalisation anversoise de style Art nouveau a pris Borée comme référence. Il s'agit de la maison Boreas construite par Jos Bascourt en 1898.
Zéphyr (en grec ancien Ζέφυρος) est la personnification du vent d'ouest dans la mythologie grecque. Notos ou Notus  (en grec ancien Νότος / Nótos, en latin Notus) est la personnification du vent du Sud. Euros ou  Eurus (en grec ancien Εὖρος / Eûros) est la personnification du vent de l'Est. Borée (en grec ancien Βορέας / Boréas) est la personnification du vent du nord.

## Galerie

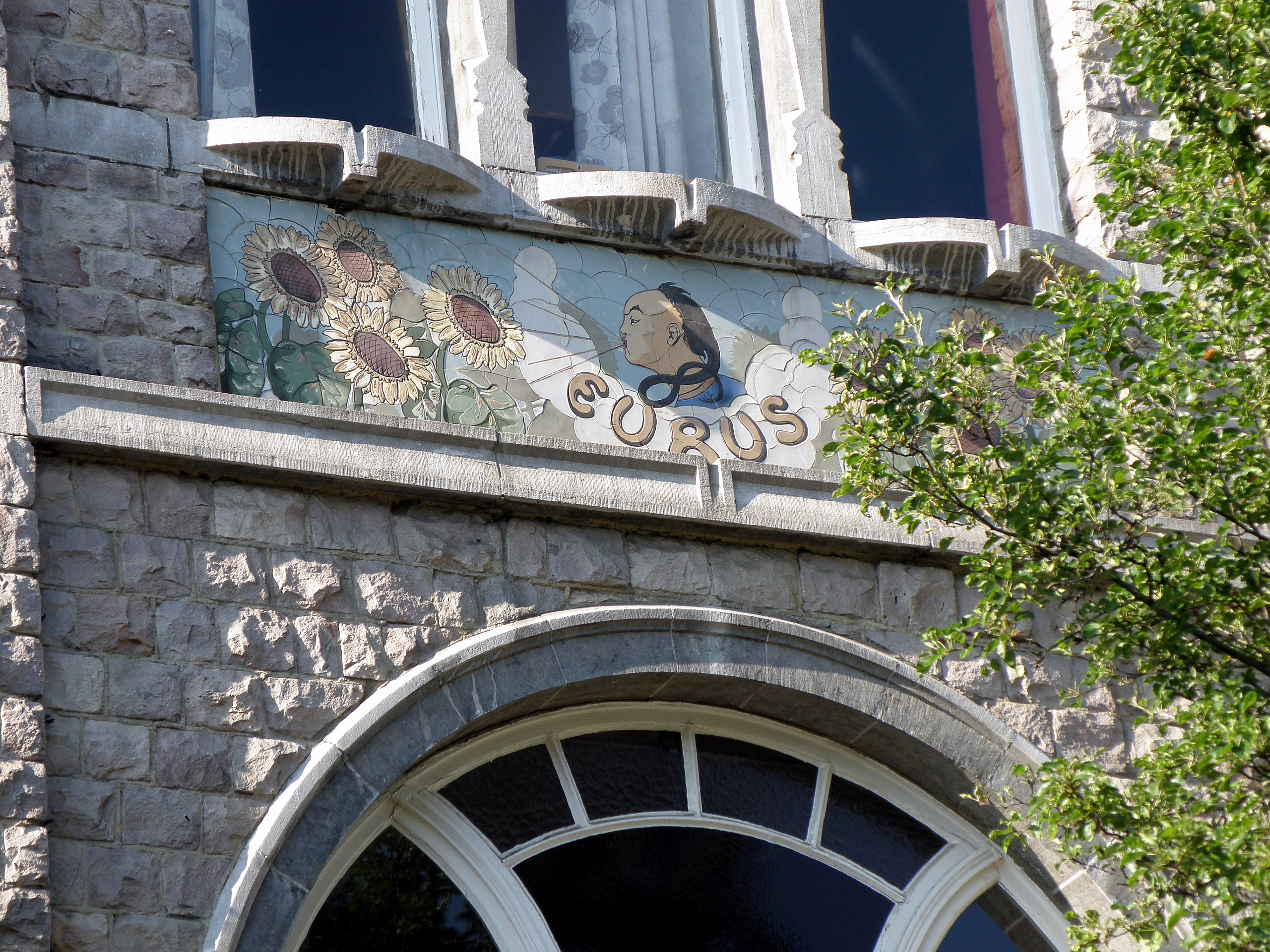
Maison Eurus (détail)
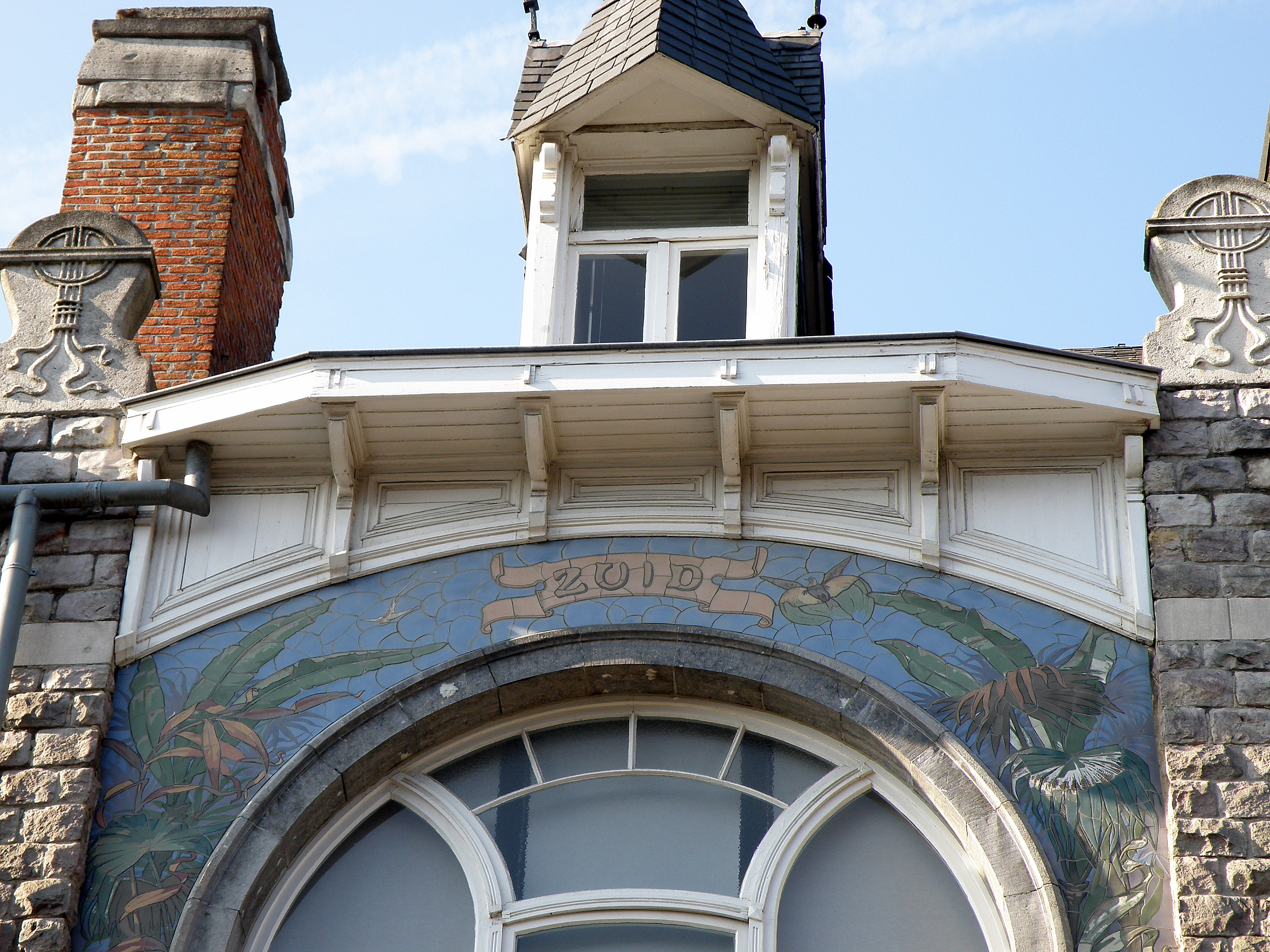
Maison Notus (détail)
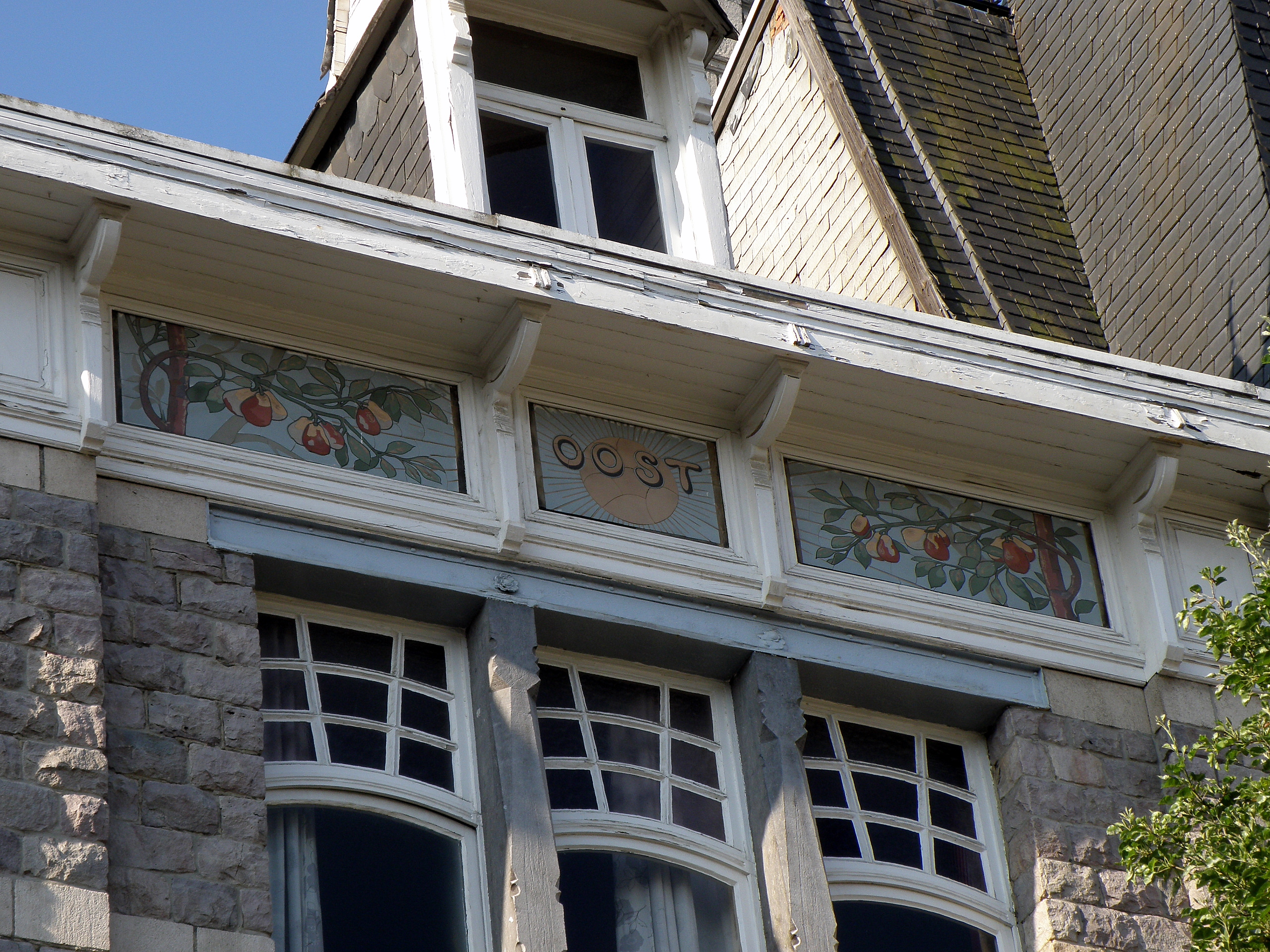
Maison Zephyr (détail)
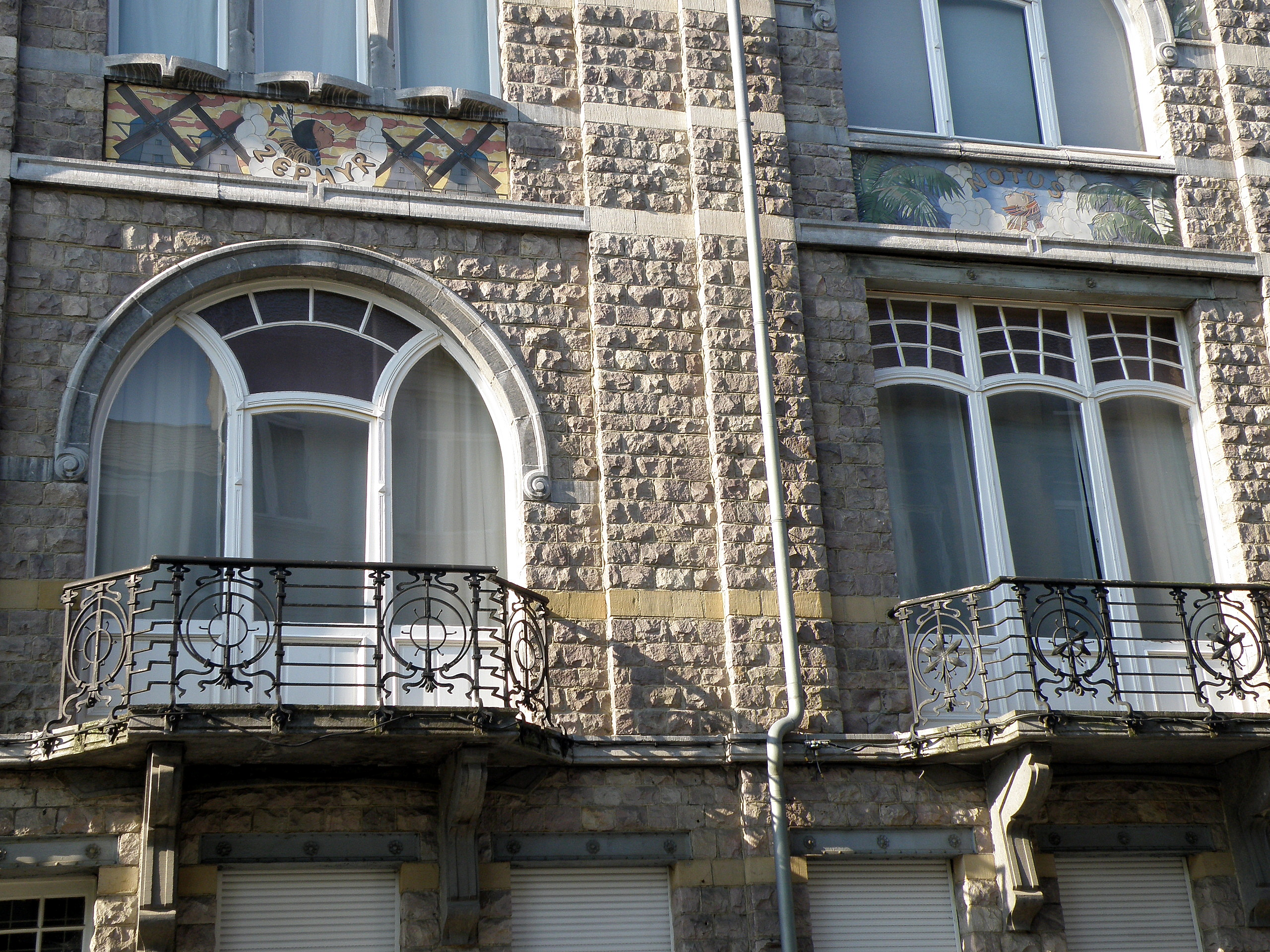
Maisons Zephyr et Notus (détail)

## Source
- (nl) https://inventaris.onroerenderfgoed.be/erfgoedobjecten/6819